# Pablo Gomez Cora
Pour les articles homonymes, voir Gomez.
Pas d'image ? Cliquez ici

a Compétitions nationales et continentales officielles uniquement.

b Matchs officiels uniquement.
Dernière mise à jour le 14 septembre 2018.
Pablo Marcelo Gomez Cora, né le 3 juin 1976 à Lomas de Zamora (Argentine), est un joueur de rugby argentin, évoluant au poste d'ailier ou de centre pour l'équipe d'Argentine.

## Carrière

### En club
- Lomas Athletic Club ( Argentine)

### En équipe nationale
Pablo Gomez Cora a connu 4 sélections internationales en équipe d'Argentine entre 2004 et 2006.
Il a eu sa première cape le 26 juin 2004 contre l'équipe de Nouvelle-Zélande.

## Palmarès
(Au 30.09.2006)
- 4 sélections en équipe d'Argentine
- Sélections par saison : 2 en 2004, 1 en 2005, 1 en 2006.
- Participation à la Coupe du monde de rugby : néant.